# Astrud Gilberto

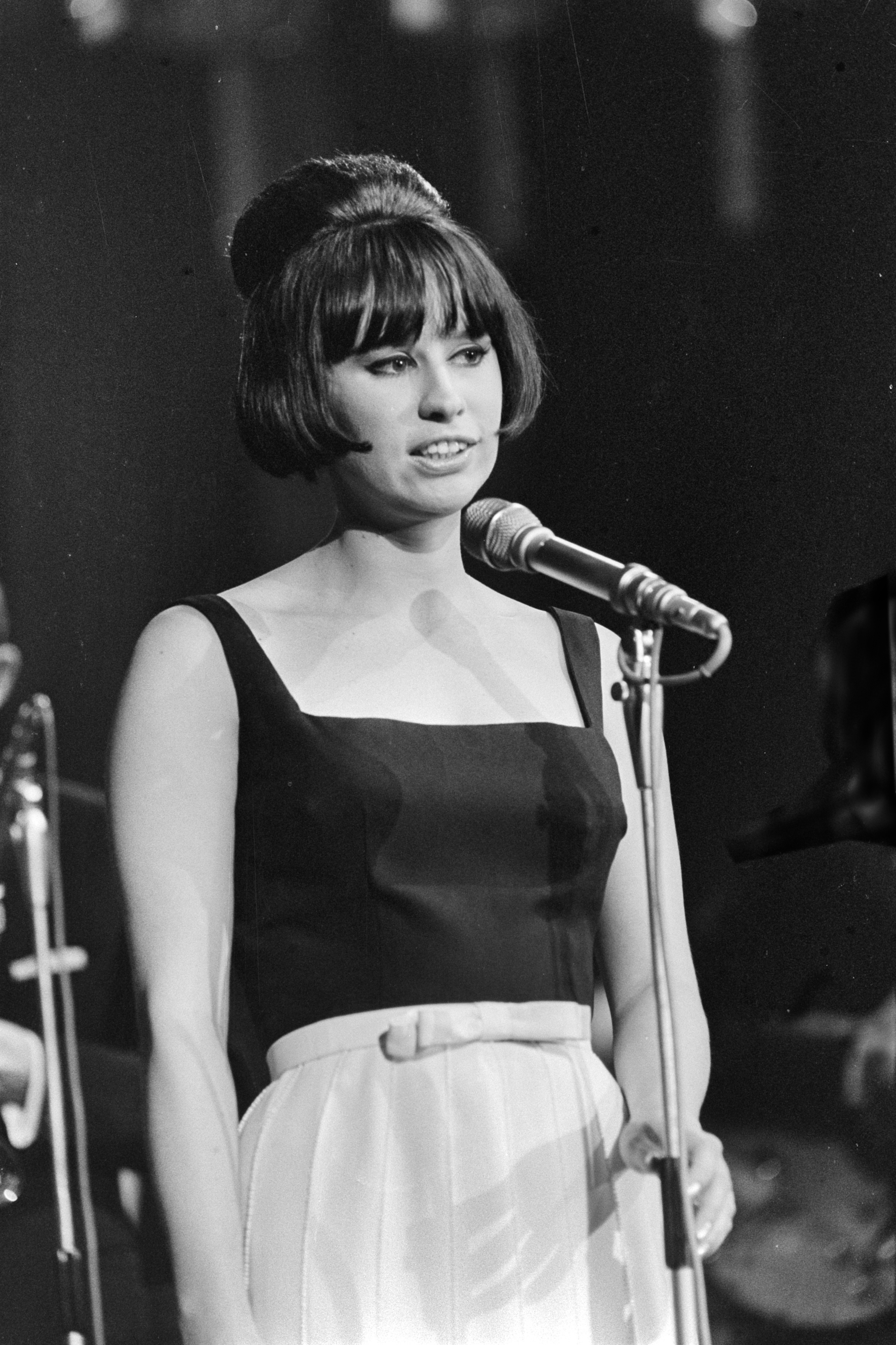
Astrud Gilberto, Amsterdam, 1966

Astrud Gilberto, 1970

Astrud Evangelina Gilberto, geb. Weinert (* 30. März 1940 in Salvador da Bahia, Brasilien; † 5. Juni 2023 in Philadelphia, Vereinigte Staaten), war eine brasilianisch-US-amerikanische Sängerin von Jazz und Populärmusik im lateinamerikanischen Stil (Samba und Bossa Nova), oft im Grenzbereich zum Easy Listening. Weltberühmt wurde sie 1963 durch die von ihr gesungene Originalaufnahme von The Girl from Ipanema. 1965 wurde sie mit dem Grammy ausgezeichnet.

## Leben
Astrud Gilberto war neben Eda und Iduna eine von drei Töchtern des in Salvador da Bahia lebenden deutschen Einwanderers Fritz Weinert aus dessen Ehe mit der Brasilianerin Evangelina Weinert, geb. Lobão. Ihr Vater war Sprachlehrer und unterrichtete Deutsch und Englisch. Er erwarb sich auch eine gewisse Reputation als Kunstmaler.
Im Jahr 1947 zog die Familie mit Astrud nach Rio de Janeiro. Dort war sie einige Zeit am Colégio de Aplicação (Hochschule für angewandte Kunst) eingeschrieben. In Rio hatte sie immer an der Avenida Atlântica gelebt. Anfang 1960 heiratete sie standesamtlich in Copacabana den sanftstimmigen brasilianischen Musiker João Gilberto, den sie im Jahr zuvor in der Wohnung der Sängerin Nara Leão, mit der sie befreundet war, kennengelernt hatte. Trauzeuge war der bahianische Poet Jorge Amado, der diese Funktion noch zweimal für João Gilberto ausübte. Astruds Mutter war begeistert; sie hielt den Ehemann ihrer Tochter für den besten Sänger der Welt. Das Paar ließ sich in einem Apartment in der Rua Visconde de Pirajá in Ipanema nieder und erwartete dort alsbald die Geburt des Sohnes João Marcelo (* 1960; mit vollem Namen João Gilberto Prado Pereira de Oliveira). Ihren wahrscheinlich ersten öffentlichen Auftritt als Sängerin hatte Astrud Gilberto am 20. Mai 1960 vor dreitausend Zuschauern im Amphitheater der Fakultät für Architektur an der Praia Vermelha von Rio, am Fuß des Zuckerhuts. Sie trug neben zahlreichen Stars der noch jungen Bossa-Nova-Szene zur Gitarre und vokalen Harmonien ihres Ehemanns Lamento und Brigas nunca mais vor und fand Gefallen beim Publikum.
Astrud Gilberto folgte ihrem Mann 1963 in die Vereinigten Staaten, wo dieser seit 1962 arbeitete. Ihre erste und berühmteste Aufnahme ist der am 9. März 1963 eingespielte Titel The Girl from Ipanema. Das Verve-Album Getz/Gilberto mit diesem Titel wurde ein Jahr später veröffentlicht und machte die ab 1958/59 (vor allem unter dem Einfluss von Antônio Carlos Jobim u. a.) in Brasilien entstandene Bossa Nova in den USA und der Welt bekannt. Die Produktion war für Getz und J. Gilberto wirtschaftlich erfolgreich: Getz kaufte sich ein Haus mit 20 Zimmern, und João bekam 23.000 Dollar als erste Tantieme nach der Veröffentlichung Anfang 1964. Astrud erhielt angeblich 120 Dollar für die Aufnahme, was damals das übliche Entgelt für Musiker für einen Abend war. Astrud Gilberto, die bei zwei Titeln den Gesangspart übernahm, ist namentlich nur im Artikel des Cover-Textes erwähnt, nicht aber unter den Musikern aufgelistet. Bei den Aufnahmen in New York war sie auch als Englisch-Portugiesisch-Dolmetscherin für ihren Mann João tätig.
Der Saxophonist Stan Getz war begeistert von ihr, und sie schloss sich bald seiner Gruppe an. Es begann eine Affäre zwischen Astrud Gilberto und dem verheirateten Getz. Die berufliche und private Verbindung mit Getz endete 1964, wenngleich sie später nochmals gemeinsam auftraten. Die Ehe mit João kam zu einem Ende; nach einem eigens dafür anberaumten Treffen am 28. Dezember 1964 in Mexiko wurde das offiziell verkündet. João nahm die Gelegenheit auch gleich wahr, seine anstehende Heirat mit Eloísa „Miúcha“ Buarque de Hollanda, der Schwester von Chico Buarque, bekanntzugeben. Astrud erklärte in Mexiko, dass an Gerüchten über eine Beziehung zu Frank Sinatra nichts dran sei und sie und Stan Getz, mit dem sie eine „gute Freundschaft“ (boa amizidade) verbinde, nun getrennte Wege gingen.

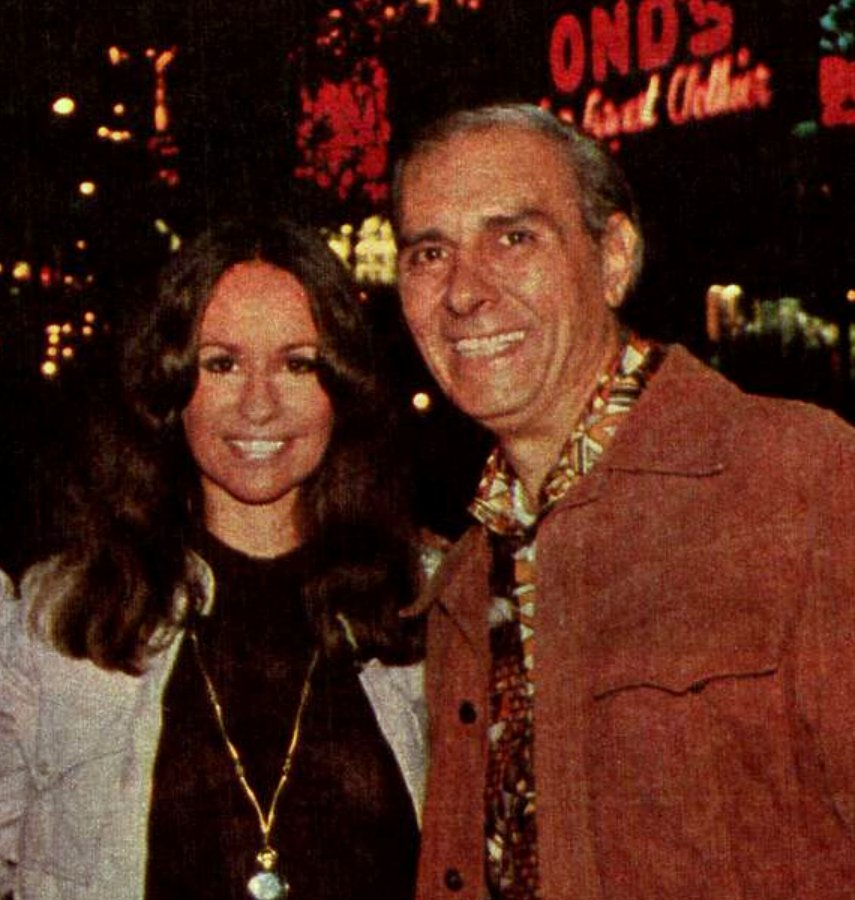
Astrud Gilberto und Nick Lasorsa (1974)

Mitte 1966 erwarb Astrud Gilberto, zuvor in New York lebend, ein herrschaftliches Haus in Philadelphia, das sie im brasilianischen Kolonialstil einrichtete. Grund war die anstehende Verehelichung mit Nicholas „Nick“ Lasorsa, einem ortsansässigen Besitzer zweier Nachtclubs. Aus dieser Ehe ging 1968 Gregory „Greg“ Lasorsa, der sich später auch als Gitarrist und Songwriter beschäftigte, hervor. Die Ehe bestand bis in die 1980er Jahre, und Philadelphia blieb für den Rest ihres Lebens Astruds Lebensmittelpunkt, wenngleich sie regelmäßig nach Brasilien zurückkehrte, wo sie auch mit João und den anderen Pionieren des Bossa Nova auftrat.
Im Jahr 1965 nahm Astrud Gilberto mit The Astrud Gilberto Album ihr erstes eigenes Album auf. Hier sind, wie auch auf späteren Alben, vor allem Fremdkompositionen enthalten. Ab dem Album Now (1972) versuchte sich Gilberto auch als Komponistin. Die Abstände zwischen ihren Albumveröffentlichungen wurden immer größer. Sie nahm 1977 für das Album That Girl from Ipanema eine Disco-Version ihres größten Hits auf. Zusammen mit dem Jazz-Posaunisten Shigeharu Mukai entstand 1983 das Album So & So: Mukai Meets Gilberto exklusiv für den japanischen Markt. Drei Jahre später folgte Plus, eine Kollaboration mit dem Bandleader und Komponisten James Last.
Darüber hinaus trat Astrud Gilberto in der ganzen Welt im Rahmen von Konzerten auf. In ihrer Heimat Brasilien konzertierte sie allerdings nur 1965 in São Paulo und war ansonsten dort oft in kleinerem Rahmen zu sehen.
Für ihr musikalisches Lebenswerk erhielt sie 1992 die Auszeichnung Latin Jazz USA Award for Lifetime Achievement.
Astrud Gilberto hatte zwei Söhne, Marcelo Gilberto und Gregory Lasorsa, mit denen sie in den 1990er-Jahren den Musikverlag Gregmar Productions, Inc. betrieb. Sie zog sich 2001 aus dem Musikgeschäft zurück und widmete sich der Malerei. Darüber hinaus nutzte sie ihre anhaltende Popularität, um sich für Tierschutz und Tierrechte zu engagieren.
Astrud Gilberto starb im Juni 2023 im Alter von 83 Jahren.

## Auszeichnungen
Bei der 7. Grammy-Verleihung 1965 wurde das Album Getz/Gilberto als „Album des Jahres“ ausgezeichnet. Der Preis ging allerdings an Stan Getz und João Gilberto, da Astrud Gilberto lediglich bei den Liedern The Girl from Ipanema und Corcovado als Sängerin zu hören ist. Für die Single The Girl from Ipanema erhielt Astrud Gilberto den Grammy gemeinsam mit Stan Getz. Bei der Single-Version für den US-amerikanischen Markt fehlte João Gilbertos Gesang auf Portugiesisch. Bei dieser Fassung hört man lediglich Astrud Gilberto in englischer Sprache singen und eine verkürzte Fassung von Stan Getz’ Tenorsaxophon-Solo.

## Diskographische Hinweise

### Alben
- Stan Getz und Astrud Gilberto – Getz Au-Go-Go (Label Verve, 1964)
- The Astrud Gilberto Album (Verve, 1964)
- The Shadow of Your Smile (Verve, 1965)
- Look to the Rainbow (Verve, 1965, The Gil Evans Orchestra)
- Beach Samba (Verve, 1966)
- A Certain Smile, a Certain Sadness mit Walter Wanderley (Verve, 1967)
- Windy (Verve, 1968)
- September 17, 1969 (Verve, 1969)
- Gilberto Golden Japanese Album (Verve, 1969)
- I Haven’t Got Anything Better to Do (Verve, 1970)
- Astrud Gilberto with Stanley Turrentine (CTI, 1971)
- Astrud Gilberto Now (Perception, 1972)
- That Girl from Ipanema (Audio Fidelity, 1977, mit u. a. Chet Baker)
- Astrud Gilberto Plus James Last Orchestra (PolyGram, 1987 und Universal 2009)
- Live in New York (Pony Canyon, 1996)
- Temperance (Album) (Pony Canyon, 1997)
- Jungle (Magya, 2002)
- Live at Berlin Jazz Festival 1966 (2021), mit Stan Getz Quartet

### Aufnahmen in Alben anderer Musiker und Gemeinschaftsproduktionen
- Stan Getz und João Gilberto – Getz/Gilberto (Verve, 1963; US: Gold, UK: Silber)
- Quincy Jones – The Deadly Affair (Verve, 1965; Filmmusik)
- Shigeharu Mukai und Astrud Gilberto – So & So – Mukai Meets Gilberto (Denon, 1982)
- Michael Franks – Passionfruit (Album) (Warner, 1983)
- James Last – Plus (Album) (Polydor, 1986)
- Étienne Daho – Eden (Album) (Virgin, 1996)
- George Michael – Ladies and Gentleman – Best of George Michael (Sony, 1998)

### Gastbeiträge
- 1964: The Girl From Ipanema (UK: Silber)[14]